# Ausiàs March
Ausiàs March (asi 1400 – 3. března 1459 Valencie) byl středověký básník a rytíř z Gandie. Psal valencijsky a je představitelem katalánské literatury. Je označován za jednoho z nejvýznamnějších básníků „zlatého století“ (Segle d’or) katalánské literatury či též za vůbec prvního katalánského básníka.

## Život

### Původ
Narodil se mezi roky 1397 až 1400 ve valencijské šlechtické rodině. Jeho otec, Pere March, byl také básníkem a sloužil na dvoře Petra, mladšího bratra krále Alfonse IV. Básníkem byl i jeho strýc, Jaume March II. Rodina Marchů měla významné postavení mezi valencijskou ariatokrací, což Ausiàsovi zajistilo kvalitní vzdělání a kontakty u dvora.
Pere March měl Ausiàse až jako 62letý. Nebyl to sice jeho jediný syn, stal se ale jeho nejoblíbenějším a proto se v roce 1413 po smrti svého otce stal univerzálním dědicem a hlavou rodiny.

### Vojenská a dvorská kariéra
Od útlého věku se účastnil válečných výprav, které král Alfons V. podnikal ve Středomoří (Sicílie, Sardinie, Korsika). Po návratu z těchto výprav v roce 1428 se usadil v Gandii. Poté již nikdy neopustil rodný kraj. Byl dvakrát ženatý: poprvé s Isabel Martorellovou (sestrou spisovatele Joanota Martorella) a později s Joanou Escornovou. V roce 1450 se přestěhoval z Gandie do Valencie, kde nakonec i zemřel. Byl pohřben v rodinné kapli ve valencijské katedrále. Bylo mu připsáno pět nemanželských dětí, ale žádní legitimní dědici.

## Dílo
Jeho básně se tradičně dělí do čtyř souborů (jakkoli v jeho době do sbírek rozděleny nebyly): Cants d’amor, Cants de mort, Cants morals a Cant espiritual. Ve svém díle byl neskrývaným následovníkem Petrarky, a to až tak, že se někdy hovoří o imitaci, což však ve středověku nebylo vnímáno jako nectnost. Přesto není považován za básníka renesančního, neboť od Petrarky ho dělí vášnivá nenávist ke slabostem vlastního těla, které mu zabraňuje se prolomit k ideálu, který symbolizuje dáma (Tereza Bou) – v tom zůstal středověkým trubadúrem. March byl jedním z prvních básníků, kteří používali místní lidový jazyk, valencijštinu, namísto tradičního trubadúrského jazyka, okcitánštiny. Jeho básně jsou někdy nejasné (patrně kvůli nesnadnému pokusu převést básnická formální pravidla do valencijštiny), někdy morbidní. Hlavním tématem je téměř vždy konflikt mezi touhou a morálkou. Jeho verše byly prvně vytištěny v roce 1543, roku 1539 byl prvně přeloženy do španělštiny. Zhudebnili je Raimon nebo Joan Brudieu.